# Transfert des eaux du Rio São Francisco
Le transfert partiel des eaux du rio São Francisco consiste en la construction de deux canaux, qui iront distribuer l'eau du rio São Francisco dans les cours d'eau intermittents de la région nord-est semi-aride du Brésil. Les bassins récepteurs se trouvent dans quatre États : Ceará, Pernambouc, Paraíba et Rio Grande do Norte.
C'est un chantier gigantesque qui suscite bien des discussions. 

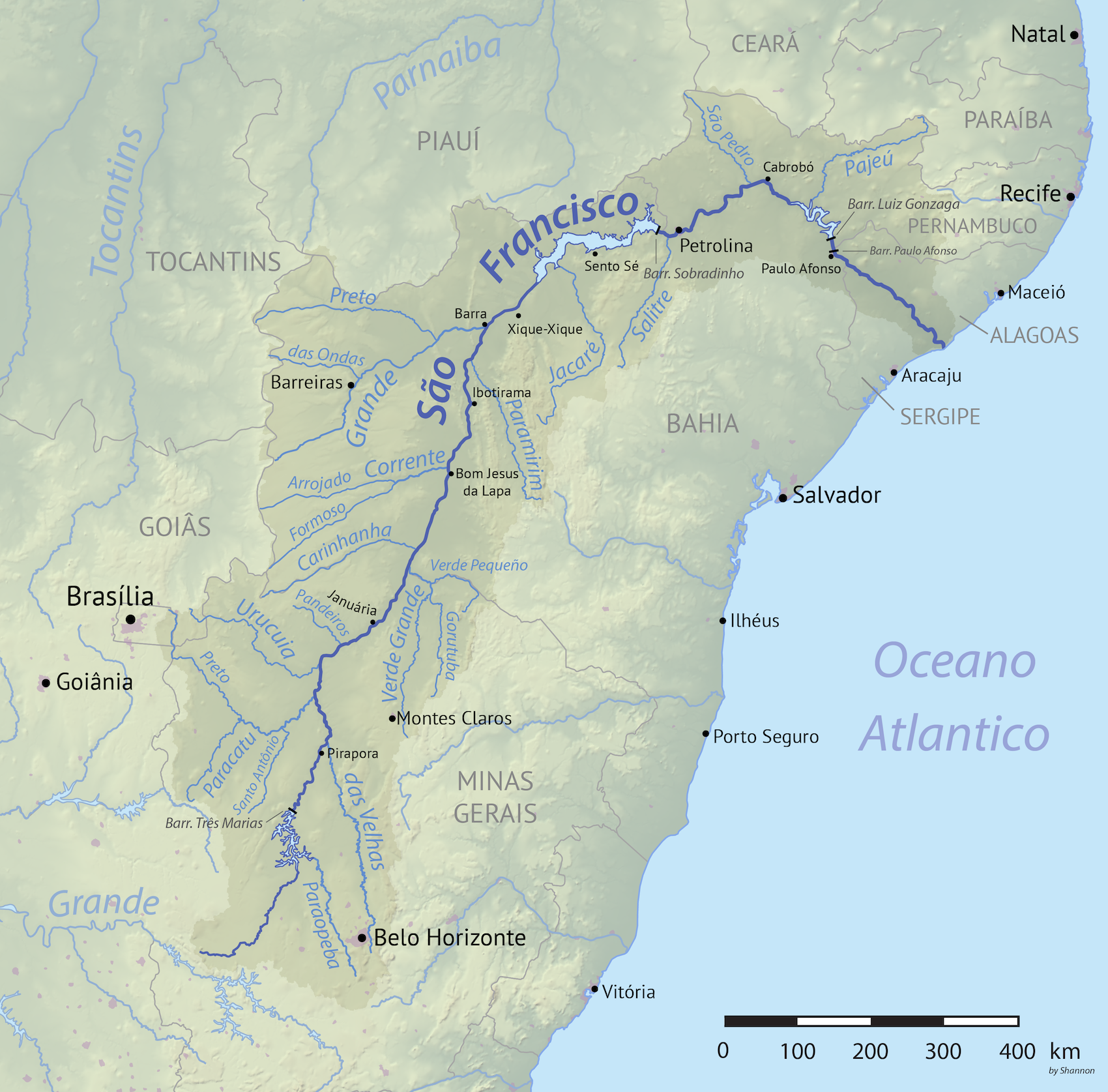
Bassin du rio São Francisco. Cliquez pour agrandir.

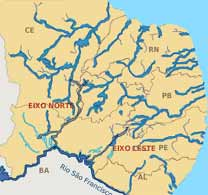
Carte geographique de transfert - Agência Brasil

## Historique du projet
L'idée du projet a débuté sous le règne de l'empereur Dom Pedro II au XIXe siècle. Il était vu comme seule solution aux sécheresses fréquentes et souvent désastreuses qui affectaient la nord-est du pays. Néanmoins on ne put engager les travaux faute de ressources financières et surtout de compétences techniques. Plusieurs décennies plus tard on reprit le projet, d'abord en 1943 sous la présidence de Getúlio Vargas, puis en 1994. Le président Lula a relancé ce projet qu'il a présenté comme une solution dans la lutte contre la sécheresse chronique du Nordeste du pays, une région dont il est lui-même issu.

## Description
Le projet du gouvernement brésilien prévoit la déviation de 1,4 % à 6 % du cours d'eau vers deux canaux principaux, la construction de 700 kilomètres de canaux et de galeries et de plusieurs barrages qui nécessiteront de noyer plusieurs sites et de déplacer près d'un million de personnes, dont les indigènes Troca, mobilisés contre le projet. Le chantier devrait, d'après l'évaluation du gouvernement brésilien, durer une vingtaine d'années et coûter aux alentours de 1,5 milliard d'euros. Il permettrait d'après ses calculs d'acheminer l'eau potable à 12 millions de personnes.
Le projet a été retardé en plusieurs occasions à la suite de divers recours juridiques. La Cour suprême brésilienne a finalement donné son aval au début des travaux en décembre 2007.

### Opposition
Une forte opposition s'est manifestée contre le projet. La protestation la plus visible a consisté dans la double grève de la faim de Mgr Luiz Cappio, évêque de Barra (Bahia), célèbre au Brésil pour son engagement dans la question de la gestion des eaux du Saõ Francisco. Un premier pèlerinage le long du fleuve de 1993 à 1994 l'avait conduit à dénoncer l'ensablement, la pollution et le déversement dans ce fleuve des égouts de 250 villes sans aucun traitement préalable. Son premier jeûne en 2005 a entraîné la réprobation de sa hiérarchie. Les évêques des États nordestins d'Alagoas, du Pernambouc, du Rio Grande do Norte et de la Paraiba, solidaires du projet officiel, ont condamné « l'attitude extrême » de leur collègue. Le Vatican lui a demandé la suspension de sa grève. Il n'a obéi qu'en octobre 2005 alors que la justice avait suspendu le début des travaux pour irrégularité dans les formalités préalables.
L'évêque a réitéré son action durant 23 jours en décembre 2007. Il a cette fois reçu le soutien de sa hiérarchie, et notamment de la Conférence nationale des évêques. Le Comité du Bassin Hydrographique du São Francisco, la Commission pastorale de la terre et le Mouvement des sans-terre ont soutenu l'initiative de l'évêque et manifesté une vive opposition au projet, confirmant les dissensions existant entre le président brésilien et les mouvements sociaux qui avaient initialement soutenu son accession au pouvoir.

### Critiques
Parmi les inquiétudes soulevées se trouvent l'atteinte à la biodiversité, la modification de l'écosystème et la question de l'accès à l'eau pour les petits agriculteurs, principalement dans la région semi-aride du sertão, où elle constitue une ressource rare et précieuse.

#### Modification de l'écosystème
Le projet prévoit une réduction du débit de 60 m3/s. L'information est contestée par les organisations opposées au projet qui attendent une réduction plus importante. Les organisations écologiques craignent la déstabilisation des lacs qui servent de crèche pour plusieurs espèces endémiques de poissons ainsi que les dangers qui pourraient peser sur plusieurs milliers de biotypes.

#### Dimension économique
Les adversaires du projet redoutent aussi que le détournement ne profite qu'aux grands propriétaires, au détriment des plus pauvres. Ils reprochent au projet de ne pas irriguer les régions les plus touchées par la sècheresse mais les zones pratiquant déjà l'agriculture irriguée et exportatrice. Son plan prévisionnel viendrait ainsi renforcer certaines retenues d'eau déjà existantes comme l'énorme barrage de Castanhão. Pour être efficace, le projet devrait, selon le géographe João Abner, intégrer un volet concernant la distribution de l'eau, absent en l'état. Dans le cas contraire, seuls les paysans disséminés le long du canal bénéficieront de ses avantages. 
La Banque mondiale avait ainsi refusé en 2001 de participer au financement du projet en raison de son « impact limité sur la lutte contre la pauvreté et la sécheresse ».

#### Alternatives
Certains opposants militent pour une solution alternative, constituée par l'intégration du bassin du Tocantins avec le São Francisco. La Banque mondiale avait pour sa part appelé à intensifier la construction de citernes de stockage de l'eau de pluie pour les régions reculées du sertão, un programme auquel participe par exemple l’Articulation du semi-aride (ASA), un réseau d’associations non-gouvernementales.